# Ardisia ordinata
Ardisia ordinata E.Walker – gatunek roślin z rodziny pierwiosnkowatych (Primulaceae). Występuje naturalnie w Chinach – na wyspie Hajnan. 

## Morfologia
PokrójZimozielony półkrzew dorastający do 0,5 m wysokości, tworzący kłącza.
LiścieBlaszka liściowa ma lancetowaty kształt. Mierzy 6–9 cm długości oraz 2,5–4,5 cm szerokości, jest piłkowana na brzegu, ma tępą nasadę i spiczasty wierzchołek. Ogonek liściowy jest nagi i ma 10–20 mm długości.
KwiatyZebrane w wierzchotkach wyrastających z kątów pędów.

## Biologia i ekologia
Rośnie w lasach. 